# Mario Cobianchi
Mario Cobianchi (Bologna, 8 aprile 1885 – Roma, 15 gennaio 1944) è stato un aviatore italiano, considerato un pioniere dell'aviazione per aver costruito e realizzato due modelli di velivolo, il Cobianchi 1 (elicoplano) e il Cobianchi 2 negli primi anni del XX secolo. Acquistato in Francia un biplano Farman con esso prese parte a molte gare aeree nazionali, e alla guerra italo-turca inquadrato nella Flottiglia Aviatori Volontari di Carlo Montù. Trasferitosi negli Stati Uniti d'America, dal novembre 1917 lavorò a New York presso la Direzione Generale della Parisan Airplane Corporation e poi presso la Aircraft Engineering Corporation, dove progettò e realizzò alcuni tipi di velivoli.

## Biografia

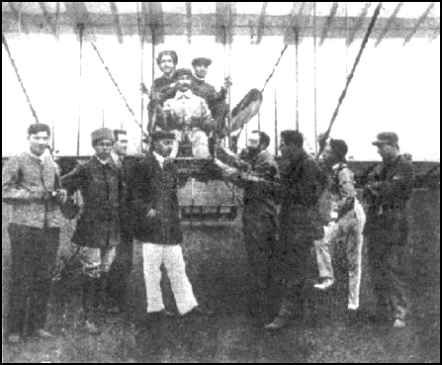
Alessandro Umberto Cagno, Mario Cobianchi e Giuseppe Cei a Pordenone nel 1910.

Nacque a Bologna l'8 aprile 1885 all'interno di una famiglia agiata, con il padre Stanislao proprietario di una avviata fabbrica di liquori.
Intraprese gli studi per divenire maestro di violino, ma ben presto venne pervaso da una grande voglia di provare tutte le novità tecnologiche che l'inizio del XX secolo stava offrendo in grande quantità. Prese a partecipare alle corse ciclistiche, passando quindi al motociclismo, poi alle ascensioni aerostatiche, brevettandosi nel 1907 come pilota di aerostato. Incominciò anche a gareggiare in automobile e si recò negli Stati Uniti d'America dove assistette ad alcune prove di volo tenute nella Carolina del Nord dai fratelli Wright, di cui divenne amico. Entusiasta del mondo dell'aviazione, al suo rientro in Italia nel 1908, volle dedicarsi alla costruzione in proprio degli aeromobili. Contattò l'ingegnere Franz Miller, proprietario delle Officine Miller Costruzioni Aeronautiche di Torino, cui richiese di costruire un suo progetto di elicoplano, che venne denominato Cobianchi 1. Tale velivolo aveva telaio in tubi d'acciaio, propulsore Miller 100HP a 9 cilindri raffreddati ad aria che azionavano sia le eliche di sostentamento che quelle di propulsione.
Per partecipare al 1° Circuito Aereo Internazionale di Brescia, che doveva tenersi nel mese di settembre, assistito dall'ingegnere Giulio Cesare Cappa e da alcuni meccanici si trasferì a Montichiari, dove nel mese di giugno iniziò a montare la prima aviorimessa realizzata in Italia. L'aereo andò in volo per la prima volta il 26 giugno 1909, ma rimase subito danneggiato in fase di atterraggio sfasciando l'elica metallica. Cobianchi partì subito per Parigi dove acquistò tre eliche lignee Chauvier, salvo dover poi rimontare le eliche metalliche. 
Al termine delle gare del Circuito mandò il suo aereo a Borgo Panigale, per apportargli numerose modifiche, tra cui la sostituzione del propulsore, e la trasformazione in biplano. Iniziò anche la costruzione di un altro velivolo, il Cobianchi 2, andò a Milano presso la ditta Rebus per acquistare il nuovo motore, e subito dopo, il 28 ottobre, si trasferì a Parigi, e poi a Buc per conseguire il brevetto di pilota d'aeroplano avendo come istruttore Louis Paulhan che volava su velivolo Farman. 
Le prove di volo del velivolo Cobianchi 2 iniziarono nel febbraio 1910 su un campo agricolo sito nella campagna toscana, ma l'aereo rimase danneggiato in fase di rullaggio e fu poi trasferito sul Campo di Marte a Firenze per effettuare le riparazioni. Iscritto a Primi esperimenti d'aviazione, gara aerea che si teneva a Firenze tra il 28 marzo e il 5 aprile, già il primo giorno il velivolo rimase pesantemente danneggiato in fase di decollo, in quanto si torsero i longheroni d'acciaio, e si rovinò il carrello di atterraggio e l'elica.
In Francia acquistò un velivolo Henry Farman 50CV che fece subito trasferire in Italia, a Pordenone, dove arrivò il 22 ottobre 1910. Rimontato, l'aereo decollò per la prima volta il 25 dello stesso mese. Il 13 novembre conseguì sul campo d'aviazione de La Comina il brevetto di pilota d'aeroplano, il n.24 in Italia. Da quel momento iniziò a partecipare con il suo Farman alle più importanti manifestazioni aeree nazionali e internazionali. Il 30 novembre a Treviso tentò di battere il record del mondo di altezza con passeggero (si trattava del giornalista Francesco Savorgnan di Brazzà), ma raggiunse l'altitudine di 290 m, che si rivelò insufficiente.
Invitato alle "Gare d’Aviazione di Pisa", il 22 gennaio 1911 sorvolò per la prima volta la Torre di Pisa.
Il giorno successivo, nel portare in volo un illustre passeggero, il generale Felice De Chaurand comandante della Brigata Asti, ebbe tuttavia un incidente che gli procurò la frattura di una gamba ed un periodo di convalescenza presso l'Hotel "Nettuno", mentre il generale rimase illeso.
In segno di riconoscenza per quanto realizzato a Pisa, il 2 aprile 1911, nel corso di una affollata cerimonia presso il Regio Teatro "Verdi", la città volle donargli una medaglia d'oro appositamente coniata per lui. Raggiunse quindi il Campo di San Quirino di Pordenone dove il suo velivolo era stato fatto riparare, andò subito in volo il 26 aprile, pur se con una gamba ingessata, e perse in fase di decollo una ruota. Non se ne avvide finché non tentò di atterrare, manovra che peraltro portò a termine brillantemente. Partecipò poi alla Settimana d'aviazione di Firenze (7-14 maggio 1911), classificandosi al secondo posto nella Gran Premio "Coppa del Re", e successivamente anche alla Settimana Aerea Torinese (18-25 giugno 1911) in occasione del 50º anniversario dell'unità d'Italia.
Dopo lo scoppio della guerra italo-turca partì volontario insieme al suo aereo, entrando a far parte della Flottiglia Aviatori Volontari voluta dall'onorevole Carlo Montù.  Nel 1913, su richiesta ufficiale delle locali autorità militari, si recò nell'Impero russo per istruire al volo gli ufficiali dello Zar. Dopo l'entrata in guerra del Regno d'Italia, avvenuta il 24 maggio 1915, fu chiamato a prestare servizio come sottotenente di complemento nel corpo aeronautico del Regio Esercito, e nel 1917 si trasferì negli Stati Uniti d'America, dove diresse due importanti industrie aeronautiche. Nel novembre 1917 si recò a New York presso la Direzione Generale della Parisan Airplane Corporation e poi lavorò presso la Aircraft Engineering Corporation. Nel maggio 1918, ad Oyster Bay (stato di New York), sperimentò un nuovo idrovolante, costruito sotto la sua supervisione. Dopo la guerra fu nel Comitato per l'aviazione civile a Washington.
Nel 1919 rientrò in Italia e assunse importanti incarichi a livello ministeriale e diplomatico, recandosi ancora negli Stati Uniti d'America, alla vigilia della seconda guerra mondiale, presso l'Ambasciata d'Italia. Rientrò in Italia dopo lo scoppio delle ostilità con gli Stati Uniti, e si spense a Roma il 15 gennaio 1944, colpito da un male incurabile.
Fu membro d'onore dell'Aero Club degli Stati Uniti d'America e delle Vieille Tiges di Francia, vicepresidente dell'Associazione dei Pionieri dell'Aeronautica Italiana dal 22 novembre 1925, e venne insignito della medaglia d'argento di lunga navigazione aerea. Il 12 settembre 2003 le Poste italiane gli hanno dedicato un francobollo da 52 centesimi della serie Pionieri dell'aviazione italiana.

## Pubblicazioni
- Pionieri dell'Aviazione in Italia, Editoriale Aeronautico, Roma, 1943.

### Annotazioni
1. ↑  Essa era composta da Carlo Montù, Umberto Cagno, Mario Cobianchi, Achille Dal Mistro, Romolo Manissero, Giuseppe Rossi, Germano Ruggerone, e Alberto Verona.

### Fonti
1. 1 2  Mancini 1936, p. 184.
2. 1 2  Cobianchi 1943, p. 15.
3. 1 2 3 4 5 6 7  Italy News.
4. 1 2 3  Cobianchi 1943, p. 22.
5. 1 2  Cobianchi 1943, p. 37.
6. ↑  Si trattava del terzo esemplare prodotto.
7. ↑  Cobianchi 1943, p. 70.
8. ↑  Cobianchi 1943, p. 72.
9. 1 2 3  Cobianchi 1943, p. 61.
10. ↑  Cobianchi 1943, p. 116.
11. ↑  Cobianchi 1943, p. 149.
12. ↑  Cobianchi 1943, p. 150.
13. ↑  Cobianchi 1943, p. 151.
14. ↑  Cobianchi 1943, p. 153.
15. 1 2  Cobianchi 1943, p. 154.
16. ↑  Cobianchi 1943, p. 167.
17. ↑  Cobianchi 1943, p. 180.
18. ↑  Cobianchi 1943, p. 320.
19. 1 2 3  Early Aviators.
20. ↑  Mancini 1936, p. 185.